# Збройні сили Парагваю
Збройні сили Парагваю (ісп. Fuerzas Militares del Paraguay) — сукупність військ Республіки Парагвай, призначена для захисту свободи, незалежності і територіальної цілісності держави. Складаються з сухопутних військ, військово-морських сил, повітряних сил та сил матеріально-технічного забезпечення.

## Склад збройних сил

### Повітряні сили
За даними журналу FlightGlobal, станом на 2020 рік, на озброєнні повітряних сил Парагваю були 6 транспортних, 15 навчально-тренувальних літаків і 14 багатоцільових і бойових вертольотів.
| Тип              | Виробництво | Призначення                  | Кількість | Примітки |        |
| Літаки           | Літаки      | Літаки                       | Літаки    | Літаки   | Літаки |
| ---------------- | ----------- | ---------------------------- | --------- | -------- | ------ |
| Beechcraft Baron | США         | транспортний літак           | 1         |          |        |
| C-212            | Іспанія     | транспортний літак           | 2         |          |        |
| Cessna 208       | США         | транспортний літак           | 2         |          |        |
| Cessna 402       | США         | транспортний літак           | 1         |          |        |
| EMB-312          | Бразилія    | навчально-бойовий літак      | 6         |          |        |
| T-35             | Чилі        | навчально-тренувальний літак | 9         |          |        |
| Вертольоти       |             |                              |           |          |        |
| AS.350           | Франція     | багатоцільовий вертоліт      | 1         |          |        |
| UH-1H            | США         | багатоцільовий вертоліт      | 13        |          |        |

Розпізнавальний знак
Знак на кіль